# 田底村
田底村（たそこむら）は、熊本県にあった村。鹿本郡に属していた。

## 地理
- 河川：合志川

## 歴史
- 1889年（明治22年）4月1日 - 町村制施行により山本郡正清村、田底村、米塚村、宮原村が合併し発足。
- 1896年（明治29年）4月1日 - 山鹿郡と山本郡が統合し鹿本郡となる。
- 1969年（昭和44年）4月1日 - 鹿本郡植木町に編入。

## 学校
- 田底村立田底小学校
- 田底村立田底中学校